# 프라스카티
프라스카티(이탈리아어: Frascati)는 이탈리아 라치오주 로마현에 위치한 코무네다. 로마로부터 남동쪽 20km 거리에 있으며, 고대 로마 도시 투스쿨룸 근처에 있다. 과학에 관련된 일부 국제 실험소들이 있고 백포도주로도 유명하다.

## 자매 도시
- 독일 바트고데스베르크
- 프랑스 생클루
- 벨기에 코르트레이크
- 영국 윈저메이든헤드

## 저명한 출신
- 마르코 아멜리아: 이탈리아의 축구 선수
- 일라리아 살바토리: 이탈리아의 포일 펜서
- 요한 볼프강 폰 괴테
- 안드레아 포초: 화가, 건축가
- 조르주 상드: 프랑스의 작가
- 헨리 베네딕트 스튜어트: 찰스 에드워드 스튜어트의 남동생
- 카를로 에마누엘레 4세 왕
- 엠마 마로네: 이탈리아의 가수